# Kegelkugelhandgriff
Der Kegelkugelhandgriff  ist eine geburtshilfliche Technik, die von dem deutschen Frauenarzt Wilhelm Liepmann (1878–1939) entwickelt wurde. Bei diesem Handgriff wird versucht, die Kopfstellung beim hohen Geradstand, einer Einstellungsanomalie, manuell zu korrigieren. 
Dazu braucht die Gebärende eine Periduralanästhesie und wird in Steinschnittlage gelagert. Der Geburtshelfer geht mit der ganzen Hand in die Scheide der Gebärenden ein. Der kindliche Kopf wird mit der ganzen Hand umfasst, etwas hochgeschoben und nach links oder rechts in den schrägen bzw. queren Durchmesser gedreht. Man dreht dorthin, wohin es am leichtesten geht. Ist dies gelungen, versucht eine zweite Person, den Kopf von außen ins Becken zu schieben.
Die Ausführung erfolgt ausschließlich durch einen erfahrenen ärztlichen Geburtshelfer und ist, aufgrund des hohen Risikos,  sehr umstritten.